# Nicholas Higham
Nicholas John Higham FRS (Salford, 25 de dezembro de 1961 — 20 de janeiro de 2024) foi um matemático britânico.
Trabalha com análise numérica, é professor da Cátedra Richardson de Matemática Aplicada da Escola de Matemática da Universidade de Manchester.
Graduado em 1982 pela Victoria University of Manchester, com mestrado em 1983 e doutorado em 1985, com a tese Nearness Problems in Numerical Linear Algebra, orientado por George Hall. Higham é diretor de pesquisas da Escola de Matemática, diretor do Manchester Institute for Mathematical Sciences (MIMS) e chefe do Numerical Analysis Group. Recebeu o Prêmio Fundação Wolfson/Royal Society (2003–2008) e é um dos pesquisadores mais citados do ISI.
Higham é mais conhecido por seu trabalho sobre precisão e estabilidade de algorítmos numéricos. Mais de 85 de seus artigos são publicações com revisores, abrangendo tópicos como análise de erros de arredondamento, sistemas lineares, problemas de mínimos quadrados, funções matriciais e equações matriciais não-lineares, estimativa do número de condição e problemas de autovalores generalizados. Contribuiu com softwares para o LAPACK e a biblioteca NAG, e também com códigos para o MATLAB.
Higham é membro do corpo editorial das publicações Linear Algebra and its Applications, SIAM Journal on Matrix Analysis and Applications, IMA Journal of Numerical Analysis, Numerical Algorithms e Foundations of Computational Mathematics.
Dentre suas condecorações incluem-se o Prêmio Alston S. Householder VI, 1987 (pela melhor tese em álgebra numérica 1984—1987), o Prêmio Leslie Fox de Análise Numérica de 1988, e um Prêmio Whitehead de 1999. Foi eleito membro da Royal Society em 2007. Em 2008 recebeu o Prêmio Fröhlich, em reconhecimento de "suas contribuições à álgebra linear numérica e análise de estabilidade numérica".
Higham é autor de diversos livros, incluindo Accuracy and Stability of Numerical Algorithms (2nd edition 2002), Handbook of Writing for the Mathematical Sciences (2nd edition, 1998), e MATLAB Guide (com seu irmão D.J. Higham, 2nd edition, 2005).